# Sexy Second
『Sexy Second』（セクシー・セカンド）は、2014年2月19日にポニーキャニオンから発売されたSexy Zoneの2作目のスタジオ・アルバム。

## 概要
初回限定盤A/B、通常盤、Loppi・HMV限定盤5種の計8種類で発売。
4thシングル「Real Sexy!/BAD BOYS」、5thシングル「バィバィDuバィ〜See you again〜/A MY GIRL FRIEND」のほか、メンバーが主演した舞台『JOHNNYS' 2020 WORLD』劇中歌「We Gotta Go」「Congratulations」「そばにいるよ」、フジテレビ系『春の高校バレー2014』イメージソング「Shout!!」を収録。
初回限定盤A/Bにはボーナス・トラックとして、佐藤勝利主演の日本テレビ系テレビドラマ『49』挿入歌「私のオキテ」が収録されている。

## 特典
ポニーキャニオンによる公式サイト内の紹介ページをもとに記述。

### 初回限定盤A
- オリジナルトレーディングカード（Dubai ver.）2枚セット（集合1種+ソロ5種のうち1種）
- ドバイスペシャルフォトブック（24P）

### 初回限定盤B
- オリジナルトレーディングカード（新ヴィジュアルver.）2枚セット（集合1種+ソロ5種のうち1種）
- 豪華写真集（40P）

### 通常盤
※初回プレス仕様のみ
- チェンジングジャケット（ソロ5種のうち1種封入）

### Loppi・HMV限定盤
- オリジナル・マフラータオル

## 収録曲
ポニーキャニオンによる公式サイト内の紹介ページをもとに記述。

### CD
※シングル曲の詳細はそのページを参照。
1. Sexy Second（Introduction）-Inst.- [1:35]
作曲・編曲：生田真心
2. We Gotta Go [4:52]
作詞：小林光明 / 作曲：Fredrik "Figge" Bostrom, 川口進 / 編曲：生田真心
  - 本作のリードトラック
  - NOTTV『Sexy Zone CHANNEL』CMソング
  - 中島健人・菊池風磨・佐藤勝利主演 舞台「JOHNNYS' 2020 WORLD」劇中歌
3. ぶつかっちゃうよ [4:25]
作詞：MIURA YOSHIKO / 作曲：Scott Kingston, Joakim Bjornberg, Christofer Erixon, Takashi Ohmama / 編曲：鈴木 "DAICHI" 秀行
4. 4 Seasons [4:39]
作詞：miyakei / 作曲：HIKARI, DAICHI / 編曲：生田真心
後に1stベストアルバム「Sexy Zone 5th Anniversary Best」にも収録された。
5. BAD BOYS [4:25] - 中島健人・菊池風磨・佐藤勝利
作詞：ENA☆ / 作曲：DAICHI, Kinboom / 編曲：生田真心
  - 4thシングルの2曲目
6. Ghost 〜君は幻〜 [4:22]
作詞：小林光明 / 作曲：Tommy Clint / 編曲：Tommy Clint
7. Congratulations [4:33] - 中島健人・菊池風磨・佐藤勝利
作詞：zopp / 作曲：Samuel Waermo, Stefan Ekstedt / 編曲：吉岡たく
  - 中島健人・菊池風磨・佐藤勝利主演 舞台「JOHNNYS' 2020 WORLD」劇中歌

後に1stベストアルバムに5人バージョンが収録された。
8. バィバィDuバィ 〜See you again〜 [4:10]
作詞：小林光明 / 作曲：ニホンジン, bansei. / 編曲：鈴木 "DAICHI" 秀行
  - 5thシングルの1曲目
9. Shout!! [4:24]
作詞：松井五郎 / 作曲：馬飼野康二 / 編曲：生田真心
  - フジテレビ系「春の高校バレー2014」イメージソング
10. そばにいるよ [5:08]- 中島健人・菊池風磨・佐藤勝利
作詞：松井五郎 / 作曲：Steven Lee, Fredrik Hult, Andreas Oberg / 編曲：Fredrik Hult
  - 中島健人・菊池風磨・佐藤勝利主演 舞台「JOHNNYS' 2020 WORLD」劇中歌
11. Be Free [4:32]
作詞：小林光明 / 作曲：Kim,Jun Hwi / 編曲：石塚知生
12. Real Sexy! [4:16]
作詞：松井五郎 / 作曲：馬飼野康二 / 編曲：立山秋航
  - 4thシングルの1曲目
13. ドキドキBreak Out!! [4:28]
作詞・作曲：2ndlifecrew / 編曲：立山秋航
14. A MY GIRL FRIEND [4:41] - 中島健人・菊池風磨・佐藤勝利
作詞：野島伸司 / 作曲：谷口尚久 / 編曲：生田真心
  - 5thシングルの2曲目
15. 私のオキテ [3:40] - チキンバスケッツ[注釈 2]
作詞：野島伸司 / 作曲：酒匂謙一 / 編曲：生田真心
  - 佐藤勝利主演 日本テレビ系ドラマ「49」挿入歌

初回限定盤A/Bのみ収録。

### DVD

#### 初回限定盤A
1. 「バィバィDuバィ 〜See you again〜」Music Clip（in Dubai ver.)
2. Special Movie & Interview in Dubai

#### 初回限定盤B
1. 「We Gotta Go」Music Clip
2. Making of「We Gotta Go」& Jacket Shooting